# Faust (opera)
Faust (někdy také Faust a Markétka) je francouzská opera (Grand opera) o pěti dějstvích od Charlese Gounoda. Libreto na motivy legend o doktoru Faustovi sepsali Jules Barbier a Michel Carré. Opera měla premiéru 19. března 1859 v Théâtre-Lyrique.

## Osoby a první obsazení
| Role                       | Hlas                                    | Premiéra, 19. března 1859      |
| -------------------------- | --------------------------------------- | ------------------------------ |
| Doktor Faust               | tenor                                   | Joseph-Théodore-Désiré Barbot  |
| Mefistofeles               | bas                                     | Émile Balanqué                 |
| Markétka                   | soprán                                  | Marie Caroline Miolan-Carvalho |
| Valentin, Markétčin bratr  | baryton                                 | Osmond Raynal                  |
| Wagner, přítel Valentina   | baryton                                 | M. Cibot                       |
| Siebel                     | soprán nebo mezzosoprán (rôle travesti) | Amélie Faivre                  |
| Marta, Markétčina sousedka | mezzosoprán nebo alt                    | Duclos                         |

## Děj opery
Děj se odehrává v 16. století na území dnešního Německa.

### 1. dějství
Doktor Faust, učenec a znalec mnoha věd, dospěl ke konci života k přesvědčení, že jeho vědomosti jsou jemu i lidstvu k ničemu. Má pocit, že jeho život nemá smysl, a je odhodlán zemřít. Zvenčí slyší opěvovat Boha – on si je však jistý, že ani Bůh mu nemůže dát už nic. Proklíná svět a všechny lidské slasti a volá k sobě ďábla. Když se mu zjeví, zaskočený Faust jej posílá pryč. Mefistofeles však odmítá odejít a nabízí mu cokoli – slávu, bohatství, co jen si bude jeho „klient“ přát. Faust touží po jediném, po mládí s jeho rozkošemi, a Mefisto mu je slibuje výměnou za podpis na smlouvě a příslib, že až smlouva vyprší, role si vymění a Faust bude pro změnu sloužit Mefistovi. Ďáblova moc a touha po opětovném setkání s Markétkou Fausta přesvědčí a smlouvu podepíše, v nadšení opěvuje mládí, které mu Mefisto přislíbil. Oba se vydávají na cestu.

### 2. dějství
U městských bran je živo, koná se slavnost a všude je plno lidí, všichni si užívají krásného dne i života. Dívky flirtují s mladíky a naopak, víno a pivo udržují náladu. Vojáci – mezi nimi Valentin a jeho přítel Wagner – se loučí s domovem a odcházejí do války. Valentin v modlitbě svěřuje svou sestru Markétku do Boží ochrany; mladík Siebel mu slibuje, že nad Markétkou, kterou tajně miluje, bude bdít. Na slavnosti se objevují i Faust s Mefistem, jenž na výzvu přítomných baví společnost písní opěvující zlato, které svou mocí omamuje všechny smrtelníky. I nadále je pak Mefisto duší společnosti, věští Valentinovi brzkou smrt (z rukou „někoho, koho znám“) a Siebelovi prorokuje, že každý květ, jehož se dotkne, zvadne. Nakonec Mefisto „vyčaruje“ ze sudu s vodou víno a připijí na zdraví Markétky – což vyprovokuje Valentina, když však tasí zbraň, Mefisto jej znehybní. Valentin a jeho druhové tuší blízkost ďábla a zahánějí jej znamením kříže. Pobavený Mefisto se stahuje do pozadí, aby napomohl Faustovu setkání s Markétkou. Dívka však odmítá Faustovu společnost a odchází.

### 3. dějství
Siebel přináší kytici pro zbožňovanou dívku – jak však předpověděl Mefisto, květiny vadnou. Siebel je oživí svěcenou vodou a klade je na práh Markétčina domu s přáním, aby dívce vyjevily jeho city. Mefisto a Faust mladíka pozorují, Faust posléze podléhá kouzlu míst, kde žije jeho vyvolená, a rozhoduje se nepokoušet dívčinu počestnost. Mefisto jej ale „přivádí k rozumu“ a před příchodem Markétky pokládá vedle Siebelovy kytice skříňku se šperky. Nevidění pak oba pozorují Markétku. Dívka si po návratu domů zpívá píseň o králi v Thule, vzpomínku na dětství – pak ale objeví skříňku a postupně propadá kouzlu skvostů a vlastní krásy zdobené šperky. Ty nadchnou i přicházející Markétčinu sousedku Martu a Mefisto usoudí, že je ten pravý čas na seznámení s oběma ženami. Aby Faustovi umožnil nerušený rozhovor s Markétkou, ujme se paní Marty, jíž sděluje smutnou zprávu o smrti jejího manžela. Oba ve věcech lásky „zkušení hráči“, Mefisto a Marta, pokračují v rozhovoru plném vzájemných poklon a „vábení“, zatímco Faust jen pomalu získává Markétčinu důvěru. Ačkoliv dívku dvorný mladík zajímá a svěřuje mu leccos o sobě, stále se obává jeho citu. V následném proslulém čtyřzpěvu obě dvojice hrají – každá dle své povahy a zkušeností – známou hru mezi mužem a ženou. Markétka nakonec přijímá Faustovo dvoření a vyznává se mu ze svého citu, zároveň však svého milého prosí, aby odešel a vrátil se až zítra. Okouzlený Faust souhlasí a nechá dívku odejít domů – Mefisto jej ale zdrží na místě a tak Faust tajně vyslechne Markétčino další vroucí vyznání lásky. Už neodolá a rozhodne se nečekat na zítřek.

### 4. dějství
V kostele 

Zoufalá Markétka, opuštěná Faustem, se modlí. Její modlitbu však neustále přerušuje hlas Mefista, který ji obviňuje z hříchu, proklíná ji a nakonec dívce sděluje, že Bůh pro ni nemá odpuštění a peklo už na ni čeká.
Návrat vojáků 

Vojáci, s nimi i Valentin, se vracejí domů a opěvují svou vlast, pro niž bojují a pokládají životy. Siebel se snaží Valentinovi zatajit pravdu o Markétčině poklesku, v tu chvíli však přicházejí Faust s Mefistem, jenž zpívá Markétce (nebo spíš Valentinovi) posměšnou „milostnou serenádu“. Vyprovokovaný Valentin vyzývá sestřina svůdce na souboj v němž zděšenému Faustovi (který nechce prolít krev milenčina bratra) napomůže Mefisto k vítězství. Valentin prozrazuje všem pravdu o Markétčině hanbě a zoufalou sestru místo odpuštění nemilosrdně proklíná.

### 5. dějství
Valpuržina noc 

Mefisto přivádí Fausta na sabat na hoře Blocksbergu v Harzu a nabízí mu společnost největších krásek světa. Faust přijímá tento způsob „léčby“ – je rozhodnut zapomenout na Markétku, kterou opustil, v opojení krásou, vínem a všemi rozkošemi smyslů. V zapomnění mu však brání stále se zjevující vidina Markétky, a proto nakonec přinutí Mefista k návratu.
Vězení 

Faust je rozhodnut osvobodit a zachránit Markétku, jež odsouzena za vraždu svého novorozeného dítěte čeká ve vězení na smrt. Zoufalé a pološílené dívce přináší přítomnost milého úlevu a naději na záchranu, je však už více na „druhé straně“ než po boku svého miláčka – a když za Faustem uvidí stín Mefista, odmítá společnost ďáblovu. Odmítá i útěk a poroučí se do ochrany Boží…